# Paul-Snoek-Poesiepreis
Der Paul-Snoek-Poesiepreis (Original: Paul Snoek Poëzieprijs) ist ein belgischer Literaturpreis. Er wird seit 1986 zu Ehren des belgischen Dichters Paul Snoek von dessen Geburtsstadt Sint-Niklaas verliehen. Anfänglich noch im 5-Jahresrhythmus, wird er seit 2001 alle drei Jahre verliehen und ist aktuell mit 4000 Euro dotiert.

## Preisträger
| Jahr | Preisträger           | Originaltitel            | Nominierte | Jury                                                                   |
| ---- | --------------------- | ------------------------ | --- | ---------------------------------------------------------------------- |
| 1986 | Rutger Kopland        | Dit uitzicht             | |                                                                        |
| 1991 | Peter Verhelst        | Obsidiaan                | | Anne Marie Musschoot, Walter Haesaert, Herwig Leus, Willy Tiberghien   |
| 1996 | Stefan Hertmans       | Muziek voor de overtocht | | Hugo Brems, Elma Van Haren, Peter Verhelst, Bart Stouten               |
| 2001 | Anneke Brassinga      | Huisraad                 | | Gwij Mandelinck, Koen Vergeer, Yves T'Sjoen, Betty Mellaerts           |
| 2004 | Nachoem Wijnberg      | Vogels                   | | Elke Brems, Tom Van Deel, Anneke Brassinga, Yvan De Maesschalck        |
| 2007 | Joost Zwagerman       | Roeshoofd hemelt         | Saskia De Jong für Resistent Erik Jan Harmens für Underperformer Alfred Schaffer für Schuim H.H. ter Balkt für Anti-canto's en De Astatica Dirk Van Bastelaere für De voorbode van iets groots          | Hans Vandevoorde, Jelle Van Riet, Ilja Leonard Pfeijffer, Frank Pollet |
| 2010 | Peter Holvoet-Hanssen | Navagio                  | Leonard Nolens für Bres Roland Jooris für De contouren van het verstrijken Bart Meuleman für Omdat ik ziek werd Eva Gerlach für Situaties Charles Ducal für Toegedekt met een liedje                    | Fried’l Lesage, Bart Vanegeren, Yves T’Sjoen, Chrétien Breukers        |
| 2013 | Tonnus Oosterhoff     | Leegte lacht             | Benno Barnard für Krijg nou de lyriek Adriaan De Roover für Enkelvoudig blauw Esther Jansma für Eerst Delphine Lecompte für Blinde gedichten Leonard Nolens für Zeg aan de kinderen dat wij niet deugen | Elke Brems, Johan de Boose, Max Temmerman, Peter Holvoet-Hanssen       |

- 2016: Alfred Schaffer für Mens Dier Ding
- 2019: Charlotte Van den Broeck für Nachtroer
- 2022: Paul Demets für De landsheer van de Lethe